# Daniel N. Morgan

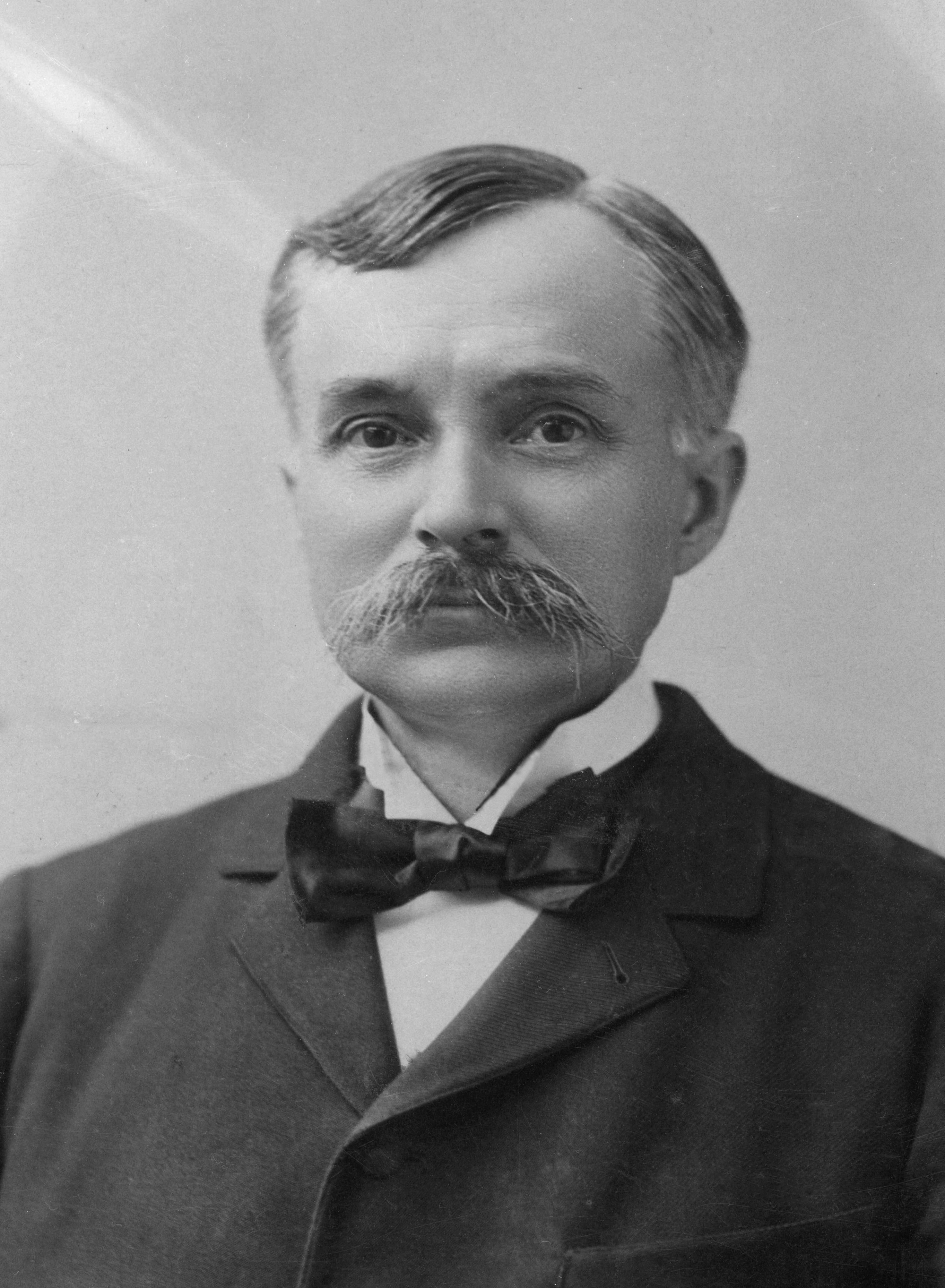
Daniel N. Morgan

Daniel Nash Morgan (* 18. August 1844 in Newtown, Connecticut; † 30. Mai 1931 in Bridgeport, Connecticut) war ein US-amerikanischer Bankier, Politiker und Regierungsbeamter.

## Werdegang
Daniel Nash Morgan wurde während der Wirtschaftskrise von 1837 im Fairfield County geboren und wuchs dort auf. Sein Vater besaß ein Geschäft, welches er als junger Mann übernahm. Er ging später eine Partnerschaft ein und benannte das Geschäft zu Morgan & Booth um. 1869 zog er nach Bridgeport (Fairfield County), wo er Partner in Birdsey & Morgan wurde, ein Unternehmen, welches Konfektionsware und Teppiche herstellte. Er betrieb auch 1877 ein Lebensmittelgeschäft, Morgan, Hopson & Co. 1879 wurde er Präsident der City National Bank of Bridgeport.
Morgan verfolgte auch eine politische Laufbahn. Er wurde 1873 in den Gemeinderat von Bridgeport gewählt und diente dort bis 1874. Von 1877 bis 1878 saß er im Bridgeport Board of Education und war in den Jahren 1880 und 1884 Bürgermeister von Bridgeport. Präsident Grover Cleveland ernannte Morgan 1893 zum Treasurer of the United States. Morgan hielt den Posten vom 1. Juni 1893 bis zum 30. Juni 1897. Er kandidierte 1898 erfolglos für das Amt des Gouverneurs von Connecticut. George E. Lounsbury ging damals als Sieger aus dem Rennen.
Morgan verstarb am 30. Mai 1931, zwölf Tage nach einem Autounfall, im Krankenhaus von Bridgeport und wurde auf dem Mountain Grove Cemetery in Bridgeport beigesetzt. Er gehörte den Sons of the Revolution an.